# Estación de Porte d'Orléans
Porte d'Orléans, de su nombre completo: Porte d'Orléans - Général Leclerc, es una estación del metro de París situada en el XV Distrito al sur de París. Forma parte de la línea 4. Además, ofrece una conexión con la línea 3 del tranvía. 

## Historia
La estación fue inaugurada el 30 de octubre de 1909, con la apertura del segundo tramo de la línea 4 que sirvió para completar en su totalidad el trazado de la línea. Desde su apertura hasta el 23 de marzo de 2013 fue terminal sur de la línea. 
Debe su nombre a la porte d'Orléans cerca de la cual se encuentra situada. Esta representa una de las 17 puertas o accesos del antiguo muro de Thiers, última fortificación en rodear París y que fue destruida en su totalidad durante la Primera Guerra Mundial. Este acceso a la capital fue el utilizado por el General Leclerc para entrar en París el 24 de agosto de 1944, dando lugar a los acontecimientos que supusieron la liberación de la ciudad durante la Segunda Guerra Mundial. Es por ello que el nombre completo de la estación incluye una mención al General Leclerc que tiene cerca de esta un monumento dedicado a su memoria y un parque recordando el juramento de Koufra en el cual, Leclerc y sus hombres, que en ese momento luchaban en el norte de África contra Italia en la batalla de Koufra se conjuraron el 2 de marzo de 1941 para no abandonar el combate hasta que la bandera de Francia ondeara en la catedral de Estrasburgo, algo que sucedió el 23 de noviembre de 1944.

## Descripción

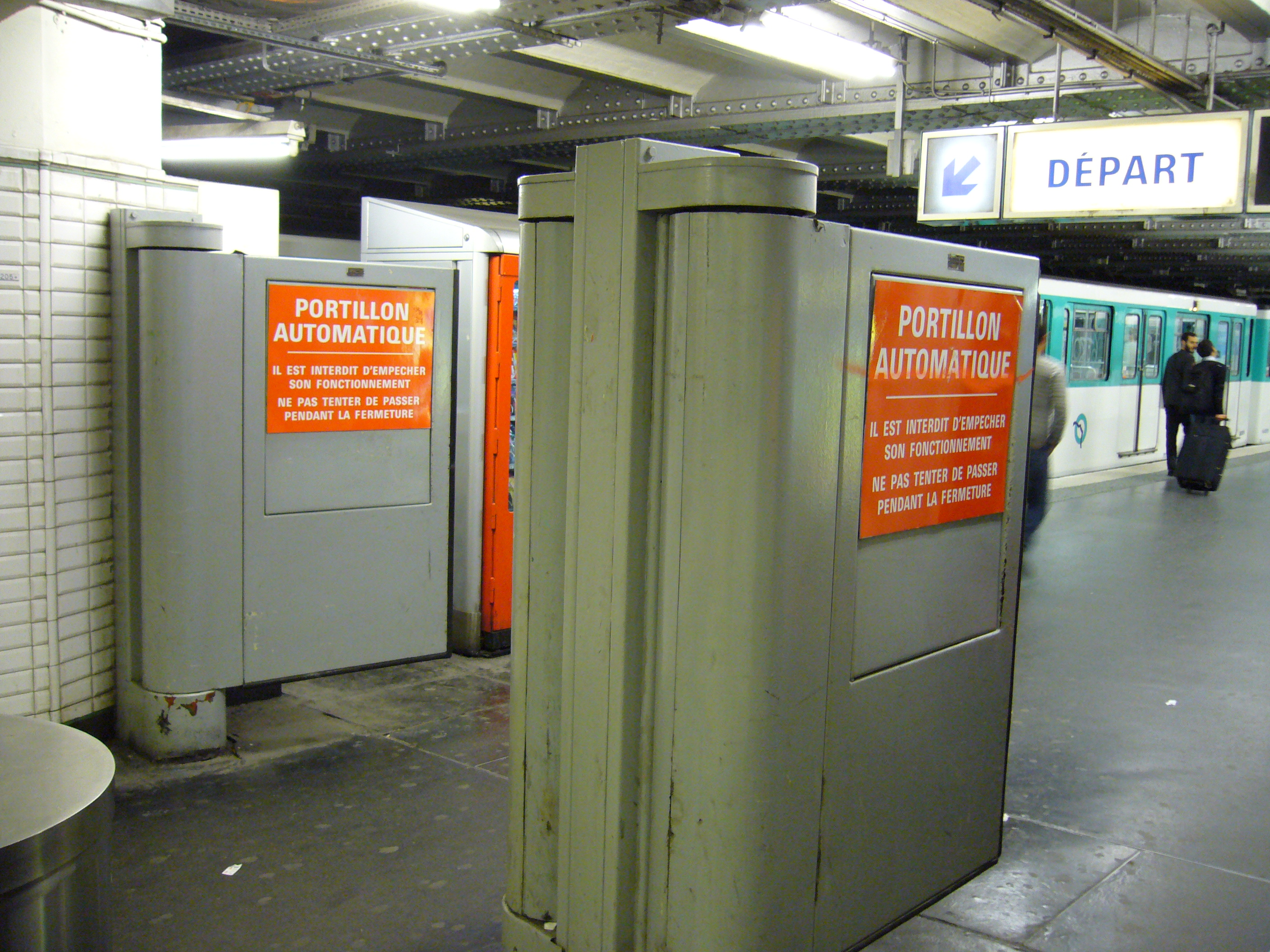
Puertas automáticas de la estación, actualmente en desuso en el metro de París.

La estación se compone de tres vías y de dos andenes, distribuidos de la siguiente forma: a-v-v-a-v. En su diseño la clásica bóveda del metro parisino ha sido sustituida por unas paredes rectas, recubiertas de unos azulejos blancos de un tamaño superior a lo habitual, y un techo metálico formado por tramos ondulados que sostienen unas vigas de acero. A diferencia de otras estaciones con este mismo diseño la estructura metálica no ha sido pintada usando colores llamativos. Sorprende también el gran número de columnas que sostienen el conjunto, algunas de ellas situadas entre las vías. 
La estación dispone también de un bucle de dos vías para facilitar a los convoyes sus maniobras de cara a retomar la marcha en el otro sentido. 
Porte d'Orléans es de las pocas paradas que aún conservan en el acceso a sus andenes unas puertas automáticas que debían cerrarse al llegar los trenes a la estación evitando que más usuarios accedieran a la misma. Juzgados innecesarios para regular el flujo de viajeros con posterioridad fueron retirados de casi todas las estaciones.
Como todas las estaciones de la línea 4 dispone de puertas de andén.

## Accesos
La estación dispone de seis acceso.
- Acceso 1: a la altura de la calle de la Legión Extranjera
- Acceso 2: a la altura de la avenida Ernest Reyer
- Acceso 3: a la altura del bulevar Brune
- Acceso 4: a la altura de la avenida del General Leclerc
- Acceso 5: a la altura del bulevar Jourdan, lado par
- Acceso 6: a la altura del bulevar Jourdan, lado impar